# بيقية شعرية
الفصة الشعرية نوع نباتي يتبع جنس البيقية من الفصيلة البقولية. اسمه العلمي (باللاتينية: Vicia hirsuta).
موطنها الأصلي المشرق العربي وأوروبا.

## الوصف النباتي
نبات عشبي حولي. الساق مربعة. الأزهار بيضاء إلى زرقاء شاحبة.